# 三江镇 (井研县)
三江镇，是中华人民共和国四川省乐山市井研县下辖的一个乡镇级行政单位。

## 行政区划
三江镇下辖以下地区：
三江街社区、三江村、金仓村、石庙村、新胜村、同意村、月波村和解放村。